# Pevnost v kluzu
Pevnost kluzu v tahu či mez pevnosti kluzu v tahu je nejmenší napětí, při němž se zkušební těleso začne výrazně prodlužovat, aniž by stoupala zatěžující síla, nebo při němž nastává prodlužování doprovázené poklesem zatěžující síly. Dochází k tečení materiálu a mění se jeho fyzikální vlastnosti. Mez kluzu charakterizuje přechod mezi elastickou a elasticko-plastickou oblastí zatěžovací křivky.
Výpočet napěťových charakteristik při zkoušce meze kluzu v tahu se provádí dle vzorce:
{\displaystyle R_{e}={\frac {F_{e}}{S_{0}}}}.
Kromě toho se také měří mez pevnosti kluzu v tlaku, význam má tato zkouška především u materiálů křehkých a polokřehkých, u kterých na rozdíl od tvárných materiálů dochází zkouškou tlakem k porušení. Výpočet je podle vzorce:
{\displaystyle R_{et}={\frac {F_{et}}{S_{0}}}}.